# Schwefelbergbau in Sizilien

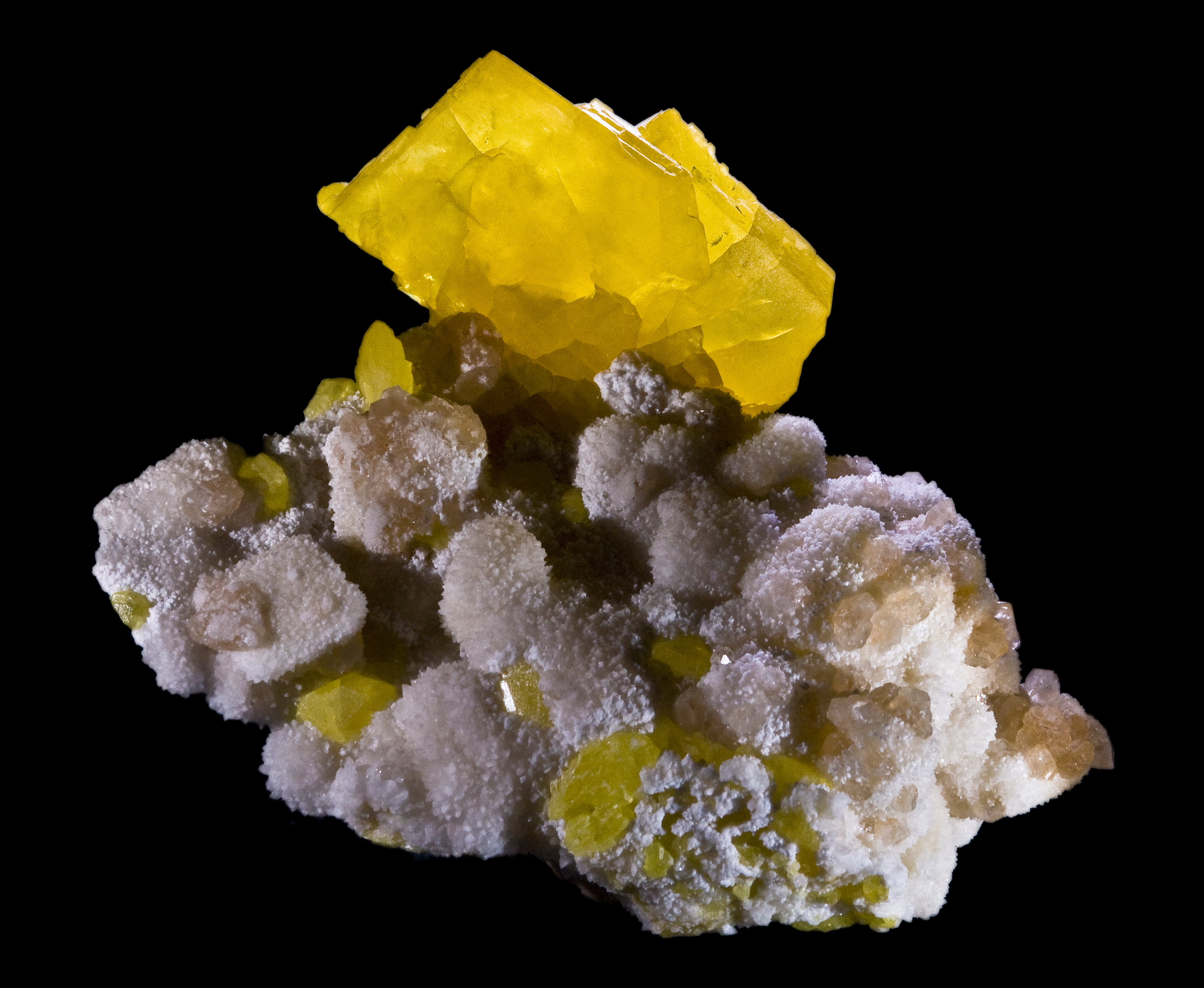
Schwefel aus einer Mine bei Enna

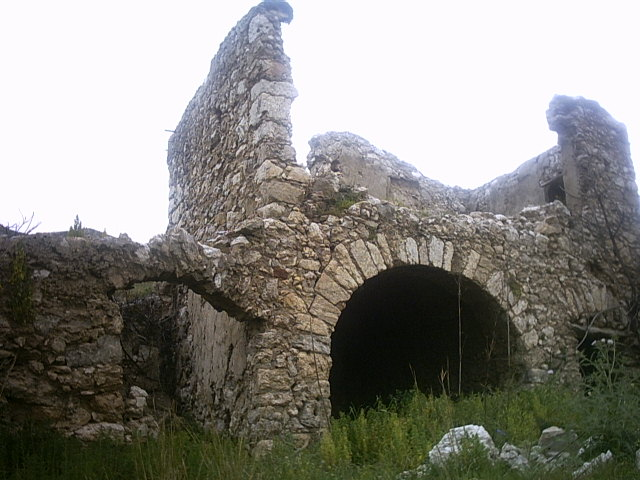
Eingang einer aufgegebenen Schwefelgrube bei Cianciana

Schwefelbergbau gab es in Sizilien von der Antike bis zum Ende des zwanzigsten Jahrhunderts. 

## Geschichte
Bereits in der Antike wurde nördlich und östlich von Agrigent im Dreieck Sciacca-Enna-Gela Schwefel gewonnen. Während im Mittelalter Schwefel hauptsächlich zur Herstellung von Schießpulver benötigt wurde, gewann seit dem 19. Jahrhundert in den Industriestaaten die Herstellung von Schwefelsäure an Bedeutung. 
Um 1900 waren in Sizilien 730 Schwefelgruben in Betrieb, die meist im Tagebau betrieben wurden. Hier arbeiteten 38.000 Bergleute (zolfatari) und gewannen 3,4 Millionen Tonnen Fördergut, aus dem 0,54 Millionen Tonnen reinen Schwefels gewonnen wurden. Das waren immerhin 90 % der gesamten Weltproduktion. Die Arbeitsbedingungen blieben von der Antike bis ins 19. Jahrhundert praktisch unverändert und waren von äußerster Härte gekennzeichnet. In einem Bericht von Leopoldo Franchetti und Sidney Sonnino aus dem Jahre 1876 ist zu lesen, dass die von den Großgrundbesitzern abhängigen picconieri (Pickelarbeiter) ihrerseits Kinder anstellten, sogenannte carusi im Alter zwischen 7 und 16 Jahren, die für den Transport der Gesteine verantwortlich waren und bis zu 80 Kilo schleppen mussten. Die veralteten Methoden und die schlechte Ausrüstung führten vielfach zu Schlagwetterexplosionen und weiteren tödlichen Unfällen. Als älteste Bahnstrecke auf Sizilien wurde um 1870 die Bahnstrecke Agrigent–Palermo gebaut, um die Hauptstadt Palermo mit den Bergbaugebieten und der Hafenstadt Porto Empedocle zu verbinden. Aufgrund der unmenschlichen Arbeitsbedingungen waren die zolfatari die ersten, die Gewerkschaften gründeten und sich in den 1890er Jahren massenweise der Bewegung der Fasci siciliani anschlossen. Anfang des 20. Jahrhunderts setzte jedoch vor allem wegen der zunehmenden billigeren Konkurrenz aus den USA ein Rückgang der Förderung ein. 
Bereits 1917 war der Anteil Italiens an der Weltproduktion auf 14 % gefallen, 1965 waren noch 180 Bergwerke in Betrieb, 1983 gab es nur noch 13 Bergwerke. Heute gibt es kein einziges in Betrieb befindliches Schwefelbergwerk in Sizilien mehr.

## Geologie
Die Schwefelvorkommen um Agrigent sind sedimentärer Entstehung. Durch starke Absenkungen bildete sich ab dem Miozän das etwa 140 km lange und etwa 80 km breite zentralsizilianische Becken, in dem bis in das Pleistozän eine 8.000 m mächtige Sedimentabfolge abgelagert wurde. Der wichtigste Teil der Beckenfüllung ist die Schwefel-Gips-Serie, die vor 7,5 bis 5 Millionen Jahren entstand, als während der Messinischen Salinitätskrise durch die Schließung der Meeresenge von Gibraltar das Mittelmeer von den Weltmeeren abgeschnürt und das gesamte Wasser des Beckeninhaltes mehrmals eingedampft wurde.